# Wesentlichkeitstheorie
Die Wesentlichkeitstheorie wurde vom Bundesverfassungsgericht (BVerfG) entwickelt und besagt, dass der Gesetzgeber staatliches Handeln in grundlegenden Bereichen durch ein förmliches Gesetz legitimieren und alle wesentlichen Entscheidungen selbst treffen muss. Im Ergebnis folgen daraus ein Verbot der Delegation wesentlicher Entscheidungen an die Exekutive und eine Pflicht des parlamentarischen Gesetzgebers, solche Entscheidungen selbst zu treffen.
Grundlage der Theorie ist die im Rechtsstaatsprinzip wurzelnde Lehre vom Vorbehalt des Gesetzes sowie der im Demokratieprinzip wurzelnde Parlamentsvorbehalt, wonach die Verwaltung nur tätig werden darf, wenn sie dazu durch ein formelles Gesetz ermächtigt worden ist.

## Bedeutung
„Die Entscheidung wesentlicher Fragen ist […] dem parlamentarischen Gesetzgeber vorbehalten […] Damit soll gewährleistet werden, dass Entscheidungen von besonderer Tragweite aus einem Verfahren hervorgehen, das der Öffentlichkeit Gelegenheit bietet, ihre Auffassungen auszubilden und zu vertreten, und das die Volksvertretung dazu anhält, Notwendigkeit und Ausmaß von Grundrechtseingriffen in öffentlicher Debatte zu klären. Geboten ist ein Verfahren, das sich durch Transparenz auszeichnet und das die Beteiligung der parlamentarischen Opposition gewährleistet.“
Will das Parlament die Verwaltung zum Erlass von Rechtsverordnungen oder von Satzungen ermächtigen, so darf es die wesentlichen Entscheidungen nicht an die Verwaltung delegieren. Die Theorie hat damit zwei grundlegende Auswirkungen. Sie hinterfragt einerseits die Erforderlichkeit einer gesetzlichen Regelung und andererseits die Intensität der Regelung, also wie eingehend das formelle Gesetz die fragliche Materie selbst regeln muss (sog. Regelungsdichte); zur Wahrung des verwaltungsrechtlichen Handlungsspielraums sollen bestimmte Aspekte nämlich durch nachrangiges Recht präzisiert werden dürfen. Dem Verordnungs- oder Satzungsgeber (Regierung, Verwaltung) verbleibt innerhalb dieses Rahmens, den der parlamentarische Gesetzgeber vorgeben muss, ein gewisser Spielraum, innerhalb dessen er politisch, also nach Zweckmäßigkeitserwägungen, selbstständig handeln darf.
Die Wesentlichkeitstheorie wird auch Wesentlichkeitsdoktrin, Wesentlichkeitslehre oder Wesentlichkeitsrechtsprechung genannt.

## Abwägungskriterien
Entscheidend für die Annahme der Wesentlichkeit ist für das BVerfG insbesondere die Grundrechtsrelevanz einer Maßnahme, d. h. wie weit eine Maßnahme in Grundrechte des Einzelnen eingreift oder für die Verwirklichung von Grundrechten bedeutsam ist. Weitere Kriterien sind der Umfang des Adressatenkreises, die Langzeitwirkung einer Regelung, gravierende finanzielle Auswirkungen, erhebliche Auswirkungen auf das Staatsgefüge, Konkretisierung offenen Verfassungsrechts, die Auswirkungen auf das Gemeinwesen sowie die Unmittelbarkeit und Finalität einer gesetzlichen Regelung. Gegen die Wesentlichkeit einer Angelegenheit können unter anderem das Erfordernis flexibler Regelungen, das Vorliegen entwicklungsoffener Sachverhalte, das Bedürfnis nach dezentraler Regelung und bundesstaatlicher Koordinierung, das Einräumen von Beteiligungsrechten für die von der Regelung Betroffenen sowie die Grenzen des Sachverstands des Parlaments sprechen.
Zu den wesentlichen Fragen, die dem Parlamentsvorbehalt unterfallen, zählen also alle Fragen, die „[…] für die Ausübung der Grundrechte […] wesentlich […]“ sind, unabhängig davon, ob im konkreten Fall Freiheits- oder Gleichheitsrechte betroffen sind. Dies betrifft nicht nur klassische Eingriffe in den Bereich der Grundrechte durch staatliches Handeln, also das Abwehrrecht des Bürgers gegen staatliches Handeln, verstanden als „Freiheit vom Staat“ (status negativus); insbesondere zählt hierzu auch die nähere Regelung von grundrechtlichen Teilhaberechten und Schutzpflichten, diese wiederum verstanden als „Freiheit durch den Staat“ (status positivus).
Wesentlich sind auch Fragen, die bei (komplexen und mehrdimensionalen) Sachverhalten entstehen, weil sie das Aufeinandertreffen miteinander konkurrierender Freiheitsrechte auslösen. Ein angemessener Ausgleich kann nur durch den Gesetzgeber herbeigeführt werden. Im grundrechtsrelevanten Bereich bedeutet „wesentlich“ regelmäßig „wesentlich für die Verwirklichung der Grundrechte.“ Ein Grundrechtseingriff muss dabei nicht vorliegen.
Zu den wesentlichen Fragen gehören auch alle sonst wesentlichen Fragen, die aufgrund ihrer Bedeutung für das Volk durch das Parlament entschieden werden müssen. Dazu zählen nach der Rechtsprechung zum Beispiel die Subventionierung von Presseunternehmen, die Beleihung (einschließlich der Frage des Rückgriffs bei einfacher Fahrlässigkeit) sowie Präklusionsregeln im Verwaltungsverfahrensrecht. Im Bereich staatlichen Informationshandelns soll allerdings keine über eine Aufgabenzuweisung hinausgehende gesetzliche Ermächtigung erforderlich sein.
Dabei hindert zwar die Wesentlichkeitstheorie nicht die Befugnis des Gesetzgebers, Regierung und Verwaltung zu ermächtigen, untergesetzliche Normen (Verordnungen, Satzungen usw.) zu erlassen. Die Voraussetzungen für die Zulässigkeit des Eingriffs müssen aber im Parlamentsgesetz als Rechtsgrundlage hinreichend klar und bestimmt geregelt sein.
Die notwendige Regelungsdichte des Parlamentsgesetzes steigt dabei grundsätzlich mit der Bedeutung der Regelung für den Einzelnen oder für die Allgemeinheit.
Was dabei im Einzelfall hinreichend klar und bestimmt ist, richtet sich allerdings nach der geregelten Materie: „Wie weit der Gesetzgeber die für den jeweils geschützten Lebensbereich wesentlichen Leitlinien selbst bestimmen muss, lässt sich dabei nur im Blick auf den Sachbereich und die Eigenart des Regelungsgegenstandes beurteilen […]“ So kann beispielsweise der Gesetzgeber zur Qualitätssicherung der Lehre nicht selbst detaillierte Vorgaben zu Lehrinhalten machen, da er seinerseits die Lehrfreiheit der Lehrenden beachten muss. Auch ist zu beachten, dass der Verordnungsgeber oft rascher auf Veränderungen eingehen kann als der Gesetzgeber.
Grundsätzlich ist daher folgendes festzuhalten:
- Wesentliches ist vom Gesetzgeber zu regeln.
- Wesentliches muss in der Rechtsnorm stehen (mindestens Tatbestand und Rechtsfolge).
- Je wesentlicher die Materie ist, desto ausführlicher und exakter muss die Regelung sein.
- Wie detailreich die Regelung im Gesetz sein muss und darf, richtet sich andererseits nach dem jeweiligen Sachbereich.

## Untergesetzliche Normsetzung

### Rechtsverordnungen
„Die Anforderungen der Wesentlichkeitsdoktrin werden durch Art. 80 Abs. 1 Satz 2 GG näher konkretisiert […] Art. 80 Abs. 1 Satz 2 GG gilt allerdings auch für Entscheidungen, die nicht unter die Wesentlichkeitsdoktrin fallen“

Für Rechtsverordnungen auf Bundesebene stellt Art. 80 GG besondere Anforderungen, die sich ähnlich auch in den Landesverfassungen finden. Nach Art. 80 Abs. 1 Satz 2 GG müssen „Inhalt, Zweck und Ausmaß“ der erteilten Ermächtigung im Gesetz bestimmt werden. Dies umfasst nach dem Bundesverfassungsgericht die Selbstentscheidung des Gesetzgebers für ein bestimmtes Programm mit vorhersehbaren Grenzen (Selbstentscheidungsvorbehalt, Programmfestsetzungspflicht, Vorhersehbarkeitsgebot):

„Der Gesetzgeber muß […] selbst die Entscheidung treffen, daß bestimmte Fragen geregelt werden sollen, er muß die Grenzen einer solchen Regelung festsetzen und angeben, welchem Ziel die Regelung dienen soll“

Aus dem Gesetz muss sich ergeben,

„welches vom Gesetzgeber gesetzte "Programm" durch die Verordnung erreicht werden soll“

„Sinn der Regelung des Art. 80 Abs. 1 GG ist es, das Parlament darin zu hindern, sich seiner Verantwortung als gesetzgebende Körperschaft zu entäußern. Es soll nicht einen Teil seiner Gesetzgebungsmacht der Exekutive übertragen können, ohne die Grenzen dieser Befugnis bedacht und diese nach Tendenz und Programm so genau umrissen zu haben, daß schon aus der Ermächtigung erkennbar und vorhersehbar ist, was dem Bürger gegenüber zulässig sein soll“

Art. 80 Abs. 1 GG soll also das Parlament an einer „Selbstentmächtigung“ hindern, zur Sicherung des Demokratieprinzips.

### Satzungen
Für autonome Satzungen gilt Art. 80 GG nach herrschender Meinung nicht unmittelbar. Die Rechtsprechung zieht die Vorschrift im Ergebnis aber in entsprechender Weise heran.

## „Umgekehrte Wesentlichkeitstheorie“
Im Technik- und Umweltrecht verweisen staatliche Gesetze zunehmend auf Regeln privater Normungsverbände. Weil sich damit die Festlegung der Schutzstandards auf Bereiche außerhalb staatlicher Rechtsetzung verlagert, ohne dass deren Bedeutung geringer würde, hat man insofern „mit ernstem Spott“ von einer Art „umgekehrten Wesentlichkeitstheorie“ gesprochen: Das Wesentliche stehe nicht im Gesetz, sondern in Verwaltungsvorschriften oder privaten technischen Regelwerken.

## Leitentscheidungen
- BVerfGE 33, 1 [10 ff.] – Strafgefangene: Grundrechte von Strafgefangenen könnten nur durch Gesetz oder aufgrund eines Gesetzes eingeschränkt werden; für Übergangszeit jedoch ohne gesetzliche Grundlage hinnehmbar; Grenze der Ausübung der Meinungsfreiheit müsse ein zukünftiges Strafvollzugsgesetz ziehen.
- BVerfGE 33, 125 [158 f.] – Facharzt: Vorgaben für Eingriffe in die Berufsfreiheit durch Satzung; Art. 80 GG entsprechend anwendbar.
- BVerfGE 33, 303 [346] – Numerus clausus I: Die wesentlichen Entscheidungen über die Voraussetzungen für die Anordnung absoluter Zulassungsbeschränkungen und über die anzuwendenden Auswahlkriterien habe der Gesetzgeber selbst zu treffen.
- BVerfGE 34, 165 [192] — (hess.) Förderstufe: Die wesentlichen Merkmale einer als Pflichtschule eingeführten Förderstufe müssten durch Gesetz festgelegt werden.
- BVerfGE 41, 251 [260 f.] — Speyer-Kolleg: „Der als Ordnungsmaßnahme verhängte Ausschluß von einer Einrichtung des zweiten Bildungsweges greift in das Grundrecht des Art. 12 Abs. 1 GG ein und bedarf daher einer gesetzlichen Grundlage. Ist das Fehlen einer gesetzlichen Grundlage ausnahmsweise für eine Übergangszeit hinzunehmen, beschränkt sich für deren Dauer die Befugnis zu Eingriffen in verfassungsrechtlich geschützte Positionen auf das, was im konkreten Fall unter Berücksichtigung der jeweiligen Verhältnisse für die geordnete Weiterführung eines funktionsfähigen Anstaltsbetriebs unerläßlich ist.“
- BVerfGE 45, 400 [417 f.] – (hess.) Oberstufenreform: Der Gesetzgeber habe das Wesentliche der Gestaltung der Jahrgangsstufe 11 der reformierten Oberstufe selbst geregelt. Einzelheiten könne er der Verwaltung überlassen.
- BVerfGE 47, 46 [78 ff.] – Sexualkundeunterricht: Der Gesetzgeber müsse die Entscheidung über die Einführung des Sexualkundeunterrichts an öffentlichen Schulen selbst treffen
- BVerfGE 49, 89 [126 ff.] – Kalkar I: Wesentliche Entscheidungen und Bestimmtheitsanforderungen im Technikrecht (Kernkraftwerk Kalkar)
- BVerfGE 58, 257 [267 ff.] – Schulentlassung: Den rechtsstaatlichen Bestimmtheitsanforderungen genüge es, wenn in der Ermächtigungsnorm Inhalt und Umfang der erteilten Ermächtigung mit dem Begriff “Versetzungen” umschrieben werde.
- BVerfGE 76, 171 [184 ff.] – Standesrichtlinien der Rechtsanwälte: Notwendigkeit von Übergangsfristen, um einen Zustand zu vermeiden, welcher der verfassungsmäßigen Ordnung noch ferner stünde als der bisherige.
- BVerfGE 78, 249 [272] – Fehlbelegungsabgabe: „Sinn der Regelung des Art. 80 Abs. 1 GG“
- BVerfGE 83, 130 [142 ff.] – Josephine Mutzenbacher: Das Parlamentsgesetz müsse die Auswahl der Beisitzer für die Bundesprüfstelle ausreichend regeln.
- BVerfGE 90, 286 [383 ff.] – AWACS: Parlamentsvorbehalt liege vor, wenn deutsche Soldaten „in bewaffnete Unternehmungen einbezogen“ seien.
- BVerfGE 98, 218 [251 ff.] – Rechtschreibreform: Zähle nicht zu den „wesentlichen“ Entscheidungen, die der Gesetzgeber selbst hätte treffen müssen.
- BVerfGE 101, 1 [Rn. 135] – Hennenhaltungsverordnung: Verordnungsgeber vermag Regelungen rascher auf dem neusten Stand zu halten als der Gesetzgeber.
- BVerfGE 105, 279 [305] – Osho I: Für das Informationshandeln der Bundesregierung im Rahmen der Staatsleitung bedürfe es über die Zuweisung der Aufgabe der Staatsleitung hinaus auch dann keiner besonderen gesetzlichen Ermächtigung, wenn es zu mittelbar-faktischen Grundrechtsbeeinträchtigungen führe.
- BVerfGE 108, 282 [310 ff.] – Kopftuch Ludin/Kopftuchtragende Lehrerin: Ein Verbot für Lehrkräfte, in Schule und Unterricht ein Kopftuch zu tragen, finde im geltenden Recht des Landes Baden-Württemberg keine hinreichend bestimmte gesetzliche Grundlage.
- BVerfGE 116, 24 [58] – Einbürgerung: Für den Fall der zeitnahen Rücknahme einer Einbürgerung, über deren Voraussetzungen der Eingebürgerte selbst getäuscht hat, biete § 48 Verwaltungsverfahrensgesetz für Baden-Württemberg eine ausreichende Ermächtigungsgrundlage.
- BVerfGE 128, 282 [S. 317 ff. = Rn. 74 ff] – Zwangsbehandlung im Maßregelvollzug: Die wesentlichen Voraussetzungen für die Zulässigkeit einer Zwangsbehandlung bedürften klarer und bestimmter gesetzlicher Regelung. Dies gelte auch für die Anforderungen an das Verfahren.
- BVerfGE 134, 141 [Leitsätze, Rn. 125–128] – Beobachtung von Abgeordneten: In der Beobachtung eines Abgeordneten durch Behörden des Verfassungsschutzes liege ein Eingriff in das freie Mandat, der zum Schutz der freiheitlichen demokratischen Grundordnung gerechtfertigt sein könne. Dieser Eingriff unterliege strengen Verhältnismäßigkeitsanforderungen und bedürfe einer Rechtsgrundlage, die den Grundsätzen des Gesetzesvorbehalts genügt. Diese Rechtsgrundlage müsse aber nicht ausdrücklich den Eingriff in des freie Mandat nennen.
- BVerfGE 136, 69 [Rn. 101–109] – Gigaliner: „Der im Rechtsstaatsprinzip und im Demokratiegebot wurzelnde Parlamentsvorbehalt gebietet, dass in grundlegenden normativen Bereichen, insbesondere im Bereich der Grundrechtsausübung, soweit diese staatlicher Regelung zugänglich ist, die wesentlichen Entscheidungen vom Gesetzgeber getroffen werden […]. Wann es einer Regelung durch den parlamentarischen Gesetzgeber bedarf, lässt sich nur im Blick auf den jeweiligen Sachbereich und die Eigenart des betroffenen Regelungsgegenstandes beurteilen. Die verfassungsrechtlichen Wertungskriterien sind dabei den tragenden Prinzipien des Grundgesetzes, insbesondere den dort verbürgten Grundrechten, zu entnehmen […].“ [Rn. 102]
- BVerfGE 139, 19 [Rn. 52 ff.] – Zu den verfassungsrechtlichen Anforderungen an die Einführung von Einstellungshöchstaltersgrenzen im Öffentlichen Dienst: „Die Wesentlichkeitsdoktrin beantwortet […] nicht nur die Frage, ob überhaupt ein bestimmter Gegenstand gesetzlich zu regeln ist. Sie ist vielmehr auch dafür maßgeblich, wie genau diese Regelungen im Einzelnen sein müssen “
- BVerfGE 141, 143 [Rn. 59 ff.] – Akkreditierung von Studiengängen: Wesentliche Entscheidungen zur Akkreditierung dürfe der Gesetzgeber nicht weitgehend anderen Akteuren überlassen, sondern muss sie unter Beachtung der Eigenrationalität der Wissenschaft selbst treffen.
- BVerfGE 143, 38 [Rn. 54 ff. (57)] – Rindfleischetikettierungsgesetz: „Zum anderen hängen die Anforderungen an Inhalt, Zweck und Ausmaß der gesetzlichen Determinierung von der Eigenart des zu regelnden Sachverhalts ab, insbesondere davon, in welchem Umfang der zu regelnde Sachbereich einer genaueren begrifflichen Umschreibung überhaupt zugänglich ist […]. Dies kann es auch nahe legen, von einer detaillierten gesetzlichen Regelung abzusehen und die nähere Ausgestaltung des zu regelnden Sachbereichs dem Verordnungsgeber zu überlassen, der die Regelungen rascher und einfacher auf dem neuesten Stand zu halten vermag als der Gesetzgeber […]. “
- BVerfGE 147, 253 [Rn. 115 ff.] – Studienplatzvergabe für das Fach Humanmedizin: Der Gesetzgeber müsse die für die Vergabe von knappen Studienplätzen im Studienfach Humanmedizin wesentlichen Fragen selbst regeln. Insbesondere müsse er die Auswahlkriterien der Art nach selbst festlegen. Er dürfe den Hochschulen allerdings gewisse Spielräume für die Konkretisierung dieser Auswahlkriterien einräumen.
- BVerfGE 150, 1 [Rn. 197] – Vorschriften über den Zensus 2011 verfassungsgemäß: „Das Grundgesetz kennt allerdings keinen Gewaltenmonismus in Form eines umfassenden Parlamentsvorbehalts […]. Die in Art. 20 Abs. 2 Satz 2 GG normierte organisatorische und funktionelle Trennung und Gliederung der Gewalten zielt auch darauf ab, dass staatliche Entscheidungen möglichst richtig, das heißt von den Organen getroffen werden, die dafür nach ihrer Organisation, Zusammensetzung, Funktion und Verfahrensweise über die besten Voraussetzungen verfügen. Vor diesem Hintergrund kann auch die Komplexität der zu regelnden Sachverhalte den Umfang der Regelungspflicht des Gesetzgebers begrenzen […].“

## Andere Länder
In der Schweiz existiert mit Art. 164 Bundesverfassung der Schweizerischen Eidgenossenschaft (BV) eine explizite Regelung, die sicherstellt, dass bei grundlegenden Entscheidungen ausreichende demokratische Legitimation gewahrt wird und im Wesentlichen den oben genannten Grundsätzen entspricht.